# Esquilí
|  | Per a altres significats, vegeu «Esquilí (cognom)». |

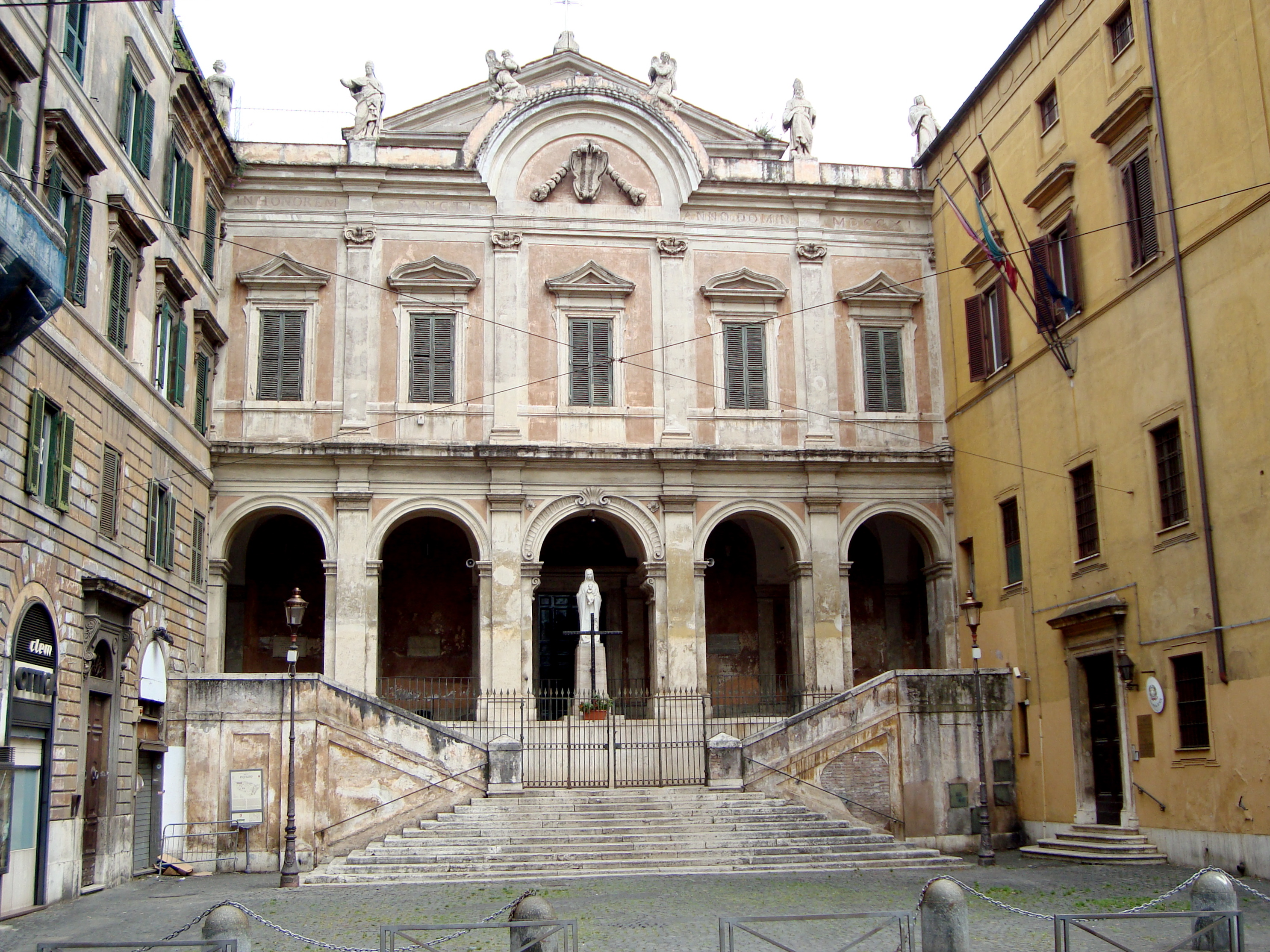
Sant'Eusebio, a la Piazza Vittorio

L'Esquilí (en italià: Esquilino; en llatí: Esquilinus) és un dels set turons de Roma, situat a la banda est del centre històric de la ciutat i per damunt del Coliseu.
El nucli habitat de l'Esquilí va tenir els seus orígens al segle viii aC, quan aquella zona era una mena de suburbi de la ciutat fundada al turó Palatí. Allà s'hi van trobar les restes d'una gran necròpoli, la Necròpoli de l'Esquilí datada entre mitjans del segle viii aC i mitjans del segle vii aC. Servi Tul·li va incorporar el turó i els seus habitants a la ciutat, quan va construir la Muralla Serviana.
En aquest turó s'hi troba la Domus Aurea de Neró i les termes de Trajà, i a la part nord la basílica de Santa Maria Major i l'estació de Roma Termini. Algunes famílies de l'antiguitat originàries d'aquest turó van agafar el nom d'Esquilí com a cognomen.